# Tarphycerida
Tarphycerida — вимерлий ряд головоногих молюсків підкласу наутилоїдей (Nautiloidea), що існував в ордовицькому та силурійському періодах. Це перші відомі наутилоїдеї із спірально згорнутою раковиною.

## Систематика
Інколи до ряду включають ряд Barrandeocerida, представники якого мають подібні раковини, але відрізняються будовою сифона.
Спершу Tarphycerida вважалися предками сучасного ряду Nautilida, але від наутилід, що мають парні дорсо-латеральні м'язи-ретрактори, тарфіцеріди відрізнялися наявністю двох вентральних пар м'язів. Це зближує їх з рядами Oncocerida і Discosorida.

## Класифікація
Родини
- Discoceratidae
- Estonioceratidae
- Ophidioceratidae
- Tarphyceratidae
- Trocholitidae

Роди incerta sedis
- Bateroboceras
- Bodieceras
- Craftonoceras
- Inclytoceras
- Kinaschukoceras
- Kosovoceras
- Magdoceras
- Pakrioceras
- Paradiscoceras
- Plectolites
- Pseudancistroceras
- Weberoceras